# 堆積

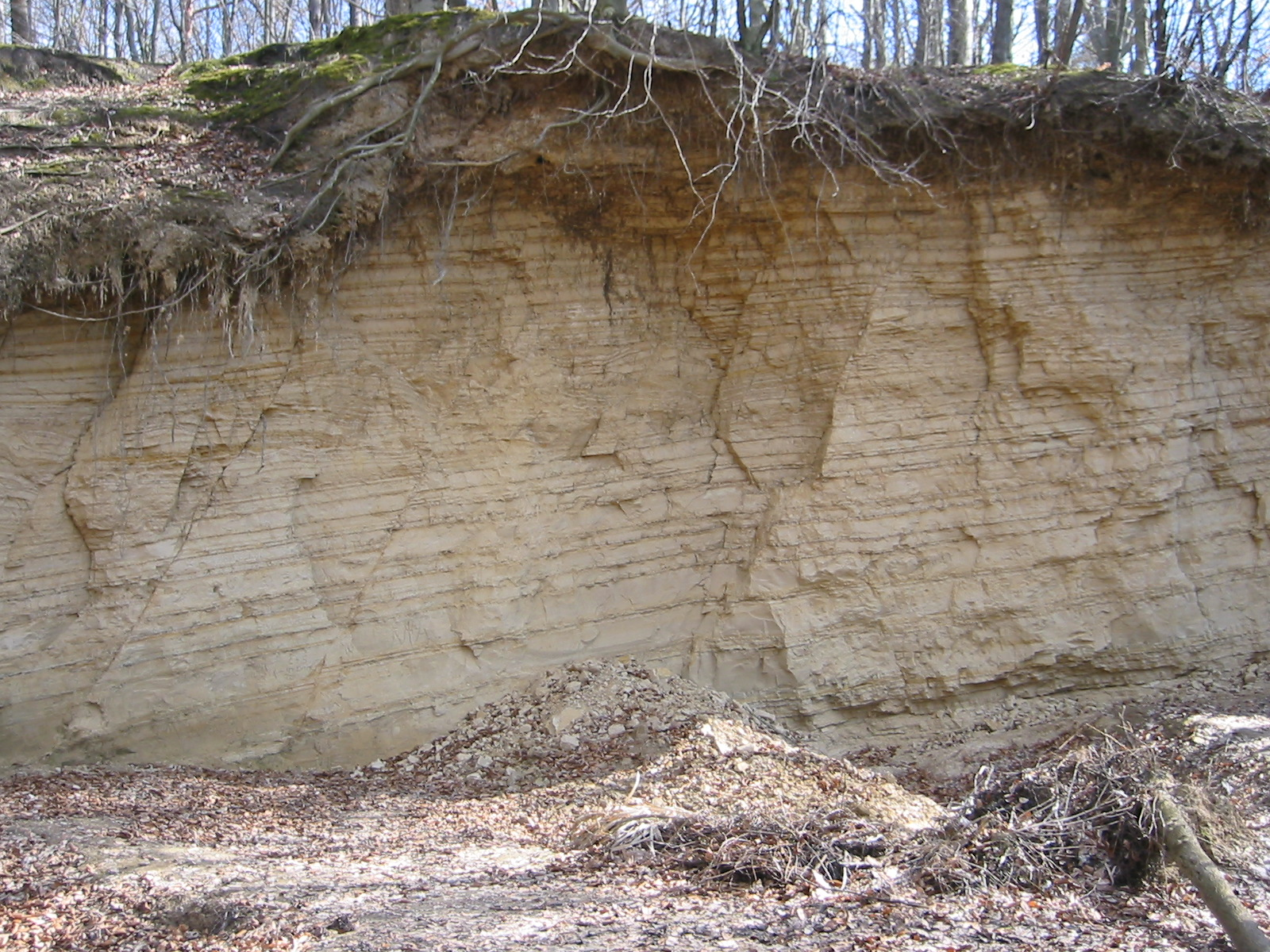
堆積によってできた地層

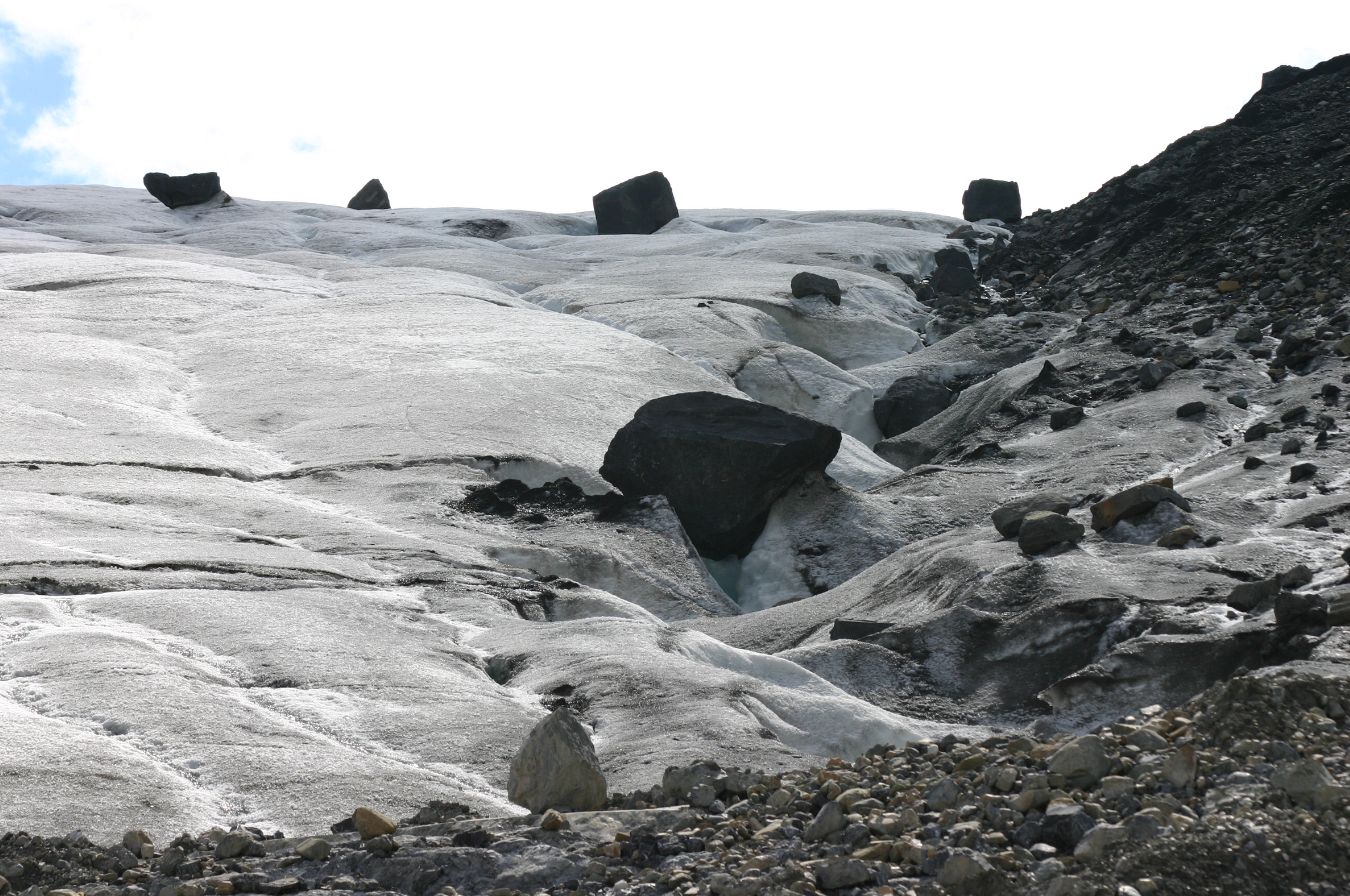
氷河に運ばれる岩石

堆積（たいせき、英: sedimentation、deposition）とは、堆積物（地層）を形成するに至るまでの過程の総称をいう。

## 概要
常温常圧の下で、既存の岩石の風化・侵食によって生成された砕屑物（粘土・シルト・砂・礫）や、火山砕屑物、生物遺骸などが、流水・氷河・風、火山活動などの作用と重さによりふるい分けられて集積される過程、及び化学的作用により水溶液中から沈殿し集積される過程を示す。
集積した構成物が岩石の風化・侵食などから、分解、運搬、ふるい分けられて集積される作用を堆積作用という。この作用には機械的作用によるものの他、化学的作用（沈積）や、生物学的作用によるものを含み、それぞれ多様な堆積物の層（地層）を形成する。

## 火山
火山のはたらきでできた地層は、火山から吹き出た火山堆積物が堆積してできる。
| 時期       | 山名   | 影響                                           |
| ---------- | ------ | ---------------------------------------------- |
| 2011/01/26 | 新燃岳 | 道路に火山灰が積もるなどの深刻な被害が出た。   |
| 1977/05/02 | 桜島   | 堆積物によって公共交通に破損などの被害が出た。 |

### 火山堆積物
（詳しくは「火山砕屑物」を参照）

#### 大小の区別
- 火山岩塊
- 火山礫
- 火山灰

#### 成分の区別
- 溶岩
- 軽石
- 火山弾
- スコリア

## 堆積作用から固結まで
流水作用による堆積は、主に河川及び波や沿岸流、潮流によって成される。河川が、それまで河床勾配の急な山岳部から勾配の緩やかな平野部にでる箇所や、湖沼、海洋に流れ込む箇所においては、流速や流量が減じて浮力が低下し、それまで運搬されていた砂礫が重力によって流れから取り残され、ふるい分けられて集積し、扇状地や三角州等の堆積地形を形成する。沿岸流や潮流による堆積の例として、砂嘴や砂浜があげられる。また、流水による堆積の場合、堆積環境によっては漣痕や斜交層理などの堆積構造が形成され、堆積環境の推定や地層の上下判定に用いられる。
堆積作用は、必ずしも流水の作用を必要とするものではない。氷河や、風によっても分解、運搬、集積は行われ、それぞれ特徴的な堆積物を形成する（氷成堆積物、風成層）。
上記のような砕屑物の他、岩塩や石膏、苦灰岩のように、蒸発等によって湖水等の水溶液中で飽和するなど、化学的過程を経て沈殿したものも堆積物として扱われる。
堆積物が続成作用を受け、固結して形成されたものが堆積岩である。主な堆積岩として、礫岩、砂岩、泥岩などがある。
多くの鉄鉱石を産出している縞状鉄鉱床は、かつて海洋中に大量に溶解していた鉄が酸化鉄になり沈殿したものであり、その大半が生物学的な堆積（藍藻によると考えられている）によってできたと言われている。他に生物遺骸が集積し堆積したものとしては、チャート（珪藻等、珪質微化石が起源）や石灰岩（珊瑚等の石灰質殻を持つ生物が起源）が代表的なものとしてあげられる。
泥炭は草本・樹木類やコケ類などの植物遺骸が還元状態で堆積したもので、現在も主に寒冷な地域の湿地などで形成され続けているのが観察できる。
石炭は潟や湖沼などの水中に植物遺骸などが堆積、泥炭化した状態で堆積物中に埋没し、さらに熱や圧力等の作用によって変性する（石炭化作用という）ことで形成されたもの、さらに石油や天然ガスは堆積した生物遺骸が非常に長期に渡って石炭同様に変性を受けて炭化水素に分化したものであるとする説が主流となっている。

## 堆積によってできた地形
- 火砕流台地
- 扇状地
- モレーン（堆石）
- 自然堤防
- 平野（堆積平野）
- 三角州（デルタ）
- 干潟
- 砂嘴
- 砂州